# Lujza Margit porosz hercegnő
Lujza Margit porosz hercegnő, férjezett Lujza Margit connaughti hercegné (németül: Prinzessin Luise Margareta von Preußen, angolul: Louise Margaret, Duchess of Connaught and Strathearn, teljes nevén Luise Margarete Alexandra Viktoria Agnes; Potsdam, 1860. július 25. – London, 1917. március 14.) porosz hercegnő, házassága révén brit királyi hercegné, Connaught és Strathearn hercegnéje, 1911–1916 között Kanada alkirálynéja.

## Élete
Lujza Margit porosz hercegnő 1860. július 25-én jött világra a potsdami Marmorpalaisban Frigyes Károly porosz herceg (1828–1885) és Mária Anna anhalti hercegnő (1837–1906) negyedik gyermekeként. A családban rajta kívül még négy gyermek – három leány és egyetlen fiú – született, azonban az egyik leány csecsemőként elhalálozott. Lujza Margit porosz hercegnő édesapja magas rangú tisztként szolgált a porosz hadseregben; a korszak valamennyi porosz háborújában harcolt. A hercegnő édesanyja művelt asszony volt, aki azonban szenvedett házasságában.
1879. március 13-án a windsori Szent György-kápolnában Lujza Margit hercegnő feleségül ment Artúr brit királyi herceghez (1850–1942). A herceg Viktória brit királynő hetedik gyermekeként, egyben harmadik fiaként született és a brit hadseregben szolgált; 1874-ben édesanyja brit főnemesi rangot adományozott neki azáltal, hogy Connaught és Strathearn hercegi címére emelte. Az ifjú pár értékes ajándékokat – többek között egy gyémántokkal kirakott fejdíszt – kapott nászajándékba. A pár kapcsolatából három gyermek – két leány és egy fiú – született:
- Margit Viktória (1882–1920), férje Gusztáv Adolf svéd trónörökös herceg
- Artúr Frigyes (1883–1938), Connaught és Strathearn hercege, felesége Alexandra fife-i hercegnő
- Patrícia Viktória (1886–1974), férje Sir Alexander Ramsay.

Lujza Margit porosz hercegnő házasságának első húsz évében férjével a Brit Birodalom különböző területein – többek között Indiában, Írországban – élt aszerint, hogy hova vezényelték a herceget. Hivatalos rezidenciájukként 1880-tól fogva az angliai Bagshot Park szolgált. 1900 után a házaspár a londoni Clarence házban lakott a fővárosban való tartózkodásuk alkalmával. 1911-ben, mikor férjét a brit uralkodó kanadai alkirállyá nevezte ki, a házaspár átköltözött a tengeren túlra. Alkirálynéként a hercegnő népszerűségnek örvendett, elsősorban a munkásosztályt érintő karitatív tevékenysége miatt. 1916-ban a kanadai alkirályné a 199. kanadai gyalogos zászlóalj ezredese lett; emellett a 64. porosz gyalogos ezredben – melyet édesapja tiszteletére neveztek el – is tiszti rangot viselt.
A gyenge egészségű porosz hercegnő kanadai tartózkodása alatt kórházba is került hashártyagyulladással; és később többször is megműtötték. 1917 februárjában a connaughti hercegné hörghuruttól szenvedett. Állapotát influenza és tüdőgyulladás súlyosbította. Lujza Margit porosz hercegnő és brit királyi hercegné 1917. március-én hunyt el londoni otthonában ötvenhat évesen. A brit királyi családból elsőként a hercegnének hamvasztásos temetése volt; a hamvait tartalmazó urnát a frogmore-i királyi temetőben helyezték el.

## Fordítás
- Ez a szócikk részben vagy egészben  a   Princess Louise Margaret of Prussia című angol Wikipédia-szócikk ezen változatának fordításán alapul.  Az eredeti cikk szerkesztőit annak laptörténete sorolja fel. Ez a jelzés csupán a megfogalmazás eredetét és a szerzői jogokat jelzi, nem szolgál a cikkben szereplő információk forrásmegjelöléseként.